# سهمی برای دوست
سهمی برای دوست یک مجموعه تلویزیونی به کارگردانی مسعود اطیابی و تهیه‌کنندگی بهروز مفید می‌باشد. فیلمنامه این مجموعه نوشته طلا معتضدی است که از ابتدای تیرماه سال ۱۳۹۱ از شبکه دو سیما به روی آنتن رفت.

## داستان
این سریال با درون‌مایه طنز و اجتماعی، داستان دو برادرخوانده را به تصویر می‌کشد که وضعیت مالی مناسبی ندارند. آنها دست به هر کاری می‌زنند تا شرایط خود را دچار تغییر کنند، تا اینکه تصمیم می‌گیرند وارد بازار بورس شوند و همین امر زمینه‌ساز اتفاقات جدیدی برای یکی از دو برادرخوانده می‌شود که …

## عوامل تولید
- طراح صحنه و لباس: سعید اسدی
- دستیار اول کارگردان و برنامه‌ریز: حمیدرضا علی‌پور
- ناظر کیفی: جعفر گودرزی
- مدیر تصویربرداری: حسین ملکی
- مدیر صدابرداری: محمود سلطانی
- مدیر تولید: علی خلیلی
- طراح گریم: ایمان امیدواری
- عکاس: پویان بحق
- تدوین: بهزاد مصلح
- آهنگساز: میلاد موحدی
- روابط عمومی: مرجان جنگلی
- مدیر تدارکات: سید مسعود مهدوی